# 肯亚姆
肯亚姆（Kenyam）是印度尼西亚巴布亚省的一个城镇，是恩杜加县的行政中心。2010年统计，肯亚姆区（印尼语：Distrik Kenyam）共有8,148人。

## 资料来源
1. ↑  Biro Pusat Statistik, Jakarta, 2011.